# Lâmina (microscopia)

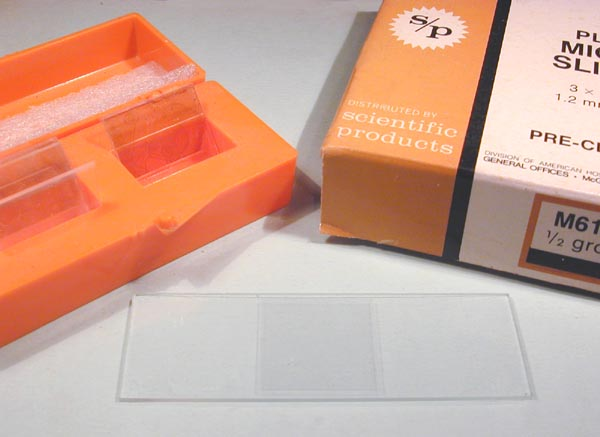
Lâminas para microscopia e lamínula de vidro. Uma típica lâmina 26 x 76 mm é mostrada com uma lamínula.

Lâmina para microscópio ou para microscopia é uma peça retangular, normalmente de vidro, raramente em outros materiais, tanto inorgânicos, como o quartzo, ou orgânicos (polímeros), como o policarbonato, o poliestireno, o acrílico e modificações destes, adequadas a determinados fins, como o Permanox™. Estes materiais podem ter sua superfície tratada com PTFE, a Poli-L-lisina e silicones.

## Características
São produzidas variando em dimensões que podem ir de 15 x 40 mm, até 50 x 76 mm, ou ainda maiores, dependendo da aplicação, mas mais comumente no tamanho de 26 x 76 mm nos países que adotam o sistema métrico, medidas originárias do tamanho de 1 por 3 polegadas (25,4 x 76,2 mm) (tamanho que tornou-se padrão para a construção de microscópios).
Variam em espessura de 0,8 a 2 mm, também dependendo da aplicação, mas mais usualmente têm a espessura de 1 a 1,3 mm.
Podem ter uma ou duas extremidades fosqueadas, por jateamento ou corrosão com ácido fluorídrico ou fluoreto de amônio, ou ainda por escovamento com abrasivos, ou ainda pintura por serigrafia branca ou em diversas cores, com a finalidade de ali se escrever anotações ou rotulá-las.
Podem ter as bordas simplesmente cortadas ("vivas", com a fratura conchoidal típica do vidro) ou lapidadas, tornando seu uso mais seguro por causa do caráter cortante do vidro.
Para algumas aplicações, podem ter uma de suas superfícies completamente ou regionalmente fosqueada, quando não se faz necessária a transparência e é adequado um determinado contraste.
São ainda, para algumas aplicações, "escavadas", formando cavidades destinadas a reter volumes de líquidos a serem examinados ao microscópio. Para as lâminas ditas escavada, normalmente é usado em sua fabricação o vidro plano de 2 mm de espessura, e as escavações, concavidades, tem normalmente 15 a 18 mm de diâmetro e 1 a 1,5 mm de profundidade. Placas de vidro com mais de 3 escavações, escavações maiores e mais profundas, e com espessura maior que 2 mm, normalmente são classificadas como placas de toque e não são consideradas nem usadas normalmente em microscopia, e se destinam normalmente a reações químicas em pequena escala.
Podem ainda ter sua superfície serigrafada com numerosas variações de "células" e divisões, com finalidades em análises em diversas aplicações, como a microscopia de fluorescência, a bacteriologia e a virologia.
Nas suas diversas aplicações, podem ser usadas em conjunto com lamínulas e podem apresentar variações chamadas câmaras de contagem com finalidades específicas de contar ao microscópio diversos tipos de células, como células sanguíneas ou espermatozoides. Neste caso, apresentam gradeamento marcado em uma de suas superfícies, mesmo milimétrica ou menor (micrométrica), visando estabelecer áreas e permitir a contagem.

## Especificações do vidro
Quando de vidro, podem ser produzidas em vidro de composição mais soda-cal, ou vidro dito alcalino, mesmo que em composições chamadas de vidro neutro (no que apresentam coloração, ao menos no sentido transversal, esverdeada), ou ainda de cristal, com alto teor de chumbo e mesmo com alto teor de bórax, em composições próximas do vidro borossilicato, quando são bastante incolores. São usadas também formulações de vidro que são incolores, eliminando os componentes, como o ferro que causam coloração, ou ainda os anulando em seus efeitos. Para câmaras de contagem, inclusive por sua maior espessura, são utilizados invariavelmente vidros de altíssima transparência, de alta qualidade ótica.
Seguem-se as composições aproximadas de vidro utilizado em lâminas de microscopia.
| Componente           | no vidro "verde" (%) | no vidro incolor (%) |
| -------------------- | -------------------- | -------------------- |
| Dióxido de silício   | 72.2                 | 72.15                |
| Óxido de sódio       | 14.5                 | 14.25                |
| Óxido de cálcio      | 6.5                  | 6.25                 |
| Óxido de magnésio    | 4.4                  | 4.1                  |
| Óxido de alumínio    | 1.5                  | 1.12                 |
| Óxido de potássio    | 0.3                  | 1.15                 |
| Trióxido de enxofre  | 0.3                  | 0.3                  |
| Óxido de ferro (III) | 0.1                  | 0.3                  |
| Óxido de titânio     | 0.05                 | 0.05                 |

### Propriedades físicas[1]
- Densidade do vidro: 2.4024g/cm3
- Ponto de amolecimento: 724ºC
- Valor de dispersão (valor Nu): 64
- Variância dimensional: ±1.5000
- Expansão térmica: (0 -300ºC) 8.36x106/ ºC
- Constante dielétrica: @20ºC (68ºF) (1MHz):ET =6.7
- Módulo de Young: E = 10,000,000 lbs/sq in.
- Módulo de Torsion: G = 4,000,000 lbs/sq in.
- Raio de Poisson: µ = 0.2
- Transmitância luminosa: @ 0.040: 91.8%

## Lâminas preparadas para uso escolar
Para as escolas, foram desenvolvidos kits de lâminas preparadas direcionados ao Ensino Básico, Fundamental e Médio.
Os 20 kits de lâminas preparadas mais importantes encontrados no mercado nacional para o auxílio das aulas são:
- Kits de lâminas de Ensino Básico
- Kits de lâminas de Ensino Fundamental
- Kits de lâminas de Ensino Médio
- Kits de lâminas de Ensino Superior
- Kits de lâminas de Mitose e Meiose
- Kits de lâminas de Microbiologia e Bactérias
- Kits de lâminas de Histologia
- Kits de lâminas de Histologia Animal
- Kits de lâminas de Histologia Vegetal
- Kits de lâminas de Parasitologia
- Kits de lâminas de Patologia
- Kits de lâminas de Zoologia
- Kits de lâminas de Botânica
- Kits de lâminas de Bactérias, Citologia e Fungos
- Kits de lâminas de Tecidos do Corpo Animal
- Kits de lâminas de Ervas Medicinais
- Kits de lâminas de Entomologia
- Kits de lâminas de Pólen
- Kits de lâminas de Lilio e Magnoliopsida
- Kits de lâminas de Esfregaço se Sangue Humano

As lâminas preparadas economizam tempo, dinheiro e são relevantes para ensinar de forma rápida e prática tudo que um microscópio pode fazer. É necessário sempre o uso de um microscópio biológico para a leitura das lâminas preparadas.

As lâminas preparadas são essenciais nas escolas, porém, vale a pena ressaltar que as aulas práticas são muito importantes para o desenvolvimento do interesse do aluno no estudo biológico. Usando uma lâmina lisa, uma lamínula, água e material biológico ou uma simples letra “a” impressa já é possível montar uma lâmina preparada. Aulas ensinando a preparação de lâminas permanentes básicas é o primeiro passo para o interesse nas lâminas preparadas específicas.